# Sture Baatz
Sture Bengt Lorentz Baatz, född 26 augusti 1929 i Strömstad, död 14 februari 2004 i Lysekil, var en svensk roddare. Han tävlade för Strömstads RK.
Baatz tävlade i åtta med styrman för Sverige vid olympiska sommarspelen 1952 i Helsingfors. Vid olympiska sommarspelen 1960 i Rom tävlade han också i åtta med styrman.